# Slammiversary

Logo de Slammiversary depuis 2009

Slammiversary ou TNA Slammiversary est un événement annuel de catch organisé mi-juin ou début juin par la Total Nonstop Action Wrestling (« TNA »). Il s'agit du deuxième plus grand spectacle de catch de l'année à la TNA car il fête entre autres chaque année, l'anniversaire de la Total Nonstop Action. En 2012, lors de l'évènement Slammiversary X, la TNA fête ses 10 ans.
Le premier show date du 19 juin 2005, et sept éditions consécutives ont eu lieu depuis cette date, en comptant Slammiversary X, qui aura lieu le 12 juin 2012. La TNA comporte dans ses rangs de nombreux catcheurs connus et talentueux comme Sting, Hulk Hogan, AJ Styles, Ric Flair, Jeff Hardy, Kurt Angle, Christian Cage, Rob Van Dam, Booker T, Samoa Joe, toutes les belles et puissante TNA Knockout (Angelina Love, Velvet Sky, Mickie James...) et bien d'autres.
Du premier Slammiversary de 2005 à l'édition de 2009, Slammiversary organisait un match nommé le King of the Mountain où, cinq hommes sont présents dans le ring et doivent accrocher la ceinture du TNA World Heavyweight Championship en haut du ring à l'aide des échelles (à la différence d'un Ladder match où il faut décrocher la ceinture pour pouvoir obtenir la victoire).
Depuis l'édition de 2009, (qui était hors des Studios d'Orlando et possédait un King of the Mountain match) la TNA a décidé de ne pas diffuser l'édition de 2010 et 2011 hors des Studios d'Orlando. Pour Slammiversary X, la TNA a décidé de sortir des Studios d'Orlando pour produire un Pay-Per-View dans une arène car ce PPV fête les 10 ans de la TNA

## Événement
| #  | Événement            | Date            | Ville                          | Arène                          | Main Event | Temps |
| -- | -------------------- | --------------- | ------------------------------ | ------------------------------ | --- | ----- |
| 1  | Slammiversary III    | 24 avril 2005   | Orlando, Floride               | TNA Impact! Zone               | Raven bat A.J. Styles (c), Monty Brown, Abyss, et Sean Waltman dans King of the Mountain match pour le NWA World Heavyweight Championship        | 23:18 |
| 2  | Slammiversary IV     | 23 avril 2006   | Orlando, Floride               | TNA Impact! Zone               | Jeff Jarrett bat Christian Cage (c), Abyss, Ron Killings, et Sting dans un King of the Mountain match pour le NWA World Heavyweight Championship | 22:22 |
| 3  | Slammiversary V      | 15 avril 2007   | Nashville, Tennessee           | Nashville Municipal Auditorium | Kurt Angle bat Samoa Joe, A.J. Styles, Christian Cage et Chris Harris dans un King of the Mountain match le TNA World Heavyweight Championship   | 19:21 |
| 4  | Slammiversary VI     | 13 avril 2008   | Southaven, Mississippi         | DeSoto Civic Center            | Samoa Joe (c) bat Robert Roode, Booker T, Rhino, Christian Cage dans un King of the Mountain match pour le TNA World Heavyweight Championship    | 19:49 |
| 5  | Slammiversary VII    | 19 avril 2009   | Auburn Hills, Michigan         | The Palace of Auburn Hills     | Kurt Angle bat Samoa Joe, Jeff Jarrett, AJ Styles et Mick Foley (c) dans un King of the Moutain Match pour le TNA World Heavyweight Championship | 22:04 |
| 6  | Slammiversary VIII   | 18 avril 2010   | Orlando, Floride               | TNA Impact! Zone               | Rob Van Dam (c) bat Sting dans un Match simple pour le TNA World Heavyweight Championship                                                        | 11:04 |
| 7  | Slammiversary IX     | 17 avril 2011   | Orlando, Floride               | TNA Impact! Zone               | Mr. Anderson bat Sting (c) dans un Match simple pour le TNA World Heavyweight Championship                                                       | 15:52 |
| 8  | Slammiversary X      | 10 juin 2012    | Arlington, Texas               | College Park Center            | Bobby Roode bat Sting (c) dans un Match simple pour le TNA World Heavyweight Championship                                                        | 11:59 |
| 9  | Slammiversary XI     | 2 juin 2013     | Boston, Massachusetts          | Aggainst Arena                 | Bully Ray bat Sting (c) dans un Match simple pour le TNA World Heavyweight Championship                                                          | 14:55 |
| 10 | Slammiversary XII    | 15 juin 2014    | Arlington, Texas               | College Park Center            | Eric Young (c) bat Austin Aries et Lashley dans un Triple Threat Match pour le TNA World Heavyweight Championship                                | 12:11 |
| 11 | Slammiversary XIII   | 28 juin 2015    | Orlando, Floride               | Impact Wrestling               | Jeff Jarrett bat Bobby Roode, Drew Galloway, Eric Young et Matt Hardy pour le TNA King Of The Mountain Championship                              | 20:25 |
| 12 | Slammiversary XIV    | 12 juin 2016    | Orlando, Floride               | Impact Wrestling               | Bobby Lashley bat Drew Galloway (c) pour le TNA World Heavyweight Championship                                                                   | 17:04 |
| 13 | Slammiversary XV     | 2 juillet 2017  | Orlando, Floride               | Impact Wrestling               | Alberto El Patron bat Bobby Lashley pour le GFW Global Championship et TNA World Heavyweight Championship                                        | 18:05 |
| 14 | Slammiversary XVI    | 22 juillet 2018 | Toronto, Canada                | Rebel Complex                  | Austin Aries bat Moose pour le Impact World Championship.                                                                                        | 15:50 |
| 15 | Slammiversary XVII   | 7 juillet 2019  | Dallas, Texas                  | Gilley's Dallas                | Sami Callihan bat Tessa Blanchard | 15:00 |
| 16 | Slammiversary XVIII  | 18 juillet 2020 | Nashville, Tennessee           | Skyway Studios                 | Eddie Edwards bat Ace Austin, Eric Young, Rich Swann et Trey pour le Impact World Championship                                                   | 24:25 |
| 17 | Slammiversary (2021) | 17 juillet 2021 | Nashville, Tennessee           | Skyway Studios                 | Kenny Omega (c) bat Sami Callihan pour le Impact World Championship                                                                              | 27:45 |
| 18 | Slammiversary (2022) | 19 juin 2022    | Nashville, Tennessee           | The Asylum                     | Josh Alexander (c) bat Eric Young pour le Impact World Championship                                                                              | 18:50 |
| 19 | Slammiversary (2023) | 15 juillet 2023 | Windsor, Canada                | St Clair College               | Alex Shelley (c) bat Nick Aldis pour le Impact World championship                                                                                | 16:31 |
| 20 | Slammiversary (2024) | 20 juillet 2024 | Montréal , Canada              |                                | Nic Nemeth bat Moose (c), Josh Alexander, Steve Maclin, Frankie Kazarian and Joe Hendry Six-way elimination match pour le TNA World Championship | 30:55 |
| 21 | Slammiversary (2025) | 20 juillet 2025 | Elmont (New York) , États-Unis | UBS Arena                      | |       |

## Historique

### 2005
| #        | Résultats | Stipulations                                                          | Temps |
| -------- | --- | --------------------------------------------------------------------- | ----- |
| Pre-Show | Simon Diamond et Trytan battent Sonny Siaki et Apolo                                                                            | Tag team match                                                        | 3:56  |
| 1        | Shark Boy defeated Elix Skipper, Zach Gowen, The Amazing Red, Delirious, et Vincent Clark                                       | Six-Way match                                                         | 6:25  |
| 2        | Shocker bat Alex Shelley | Match Simples                                                         | 10:13 |
| 3        | Ron Killings bat The Outlaw | Match Simples                                                         | 7:30  |
| 4        | The Natural (Chase Stevens et Andy Douglas) (c) battent Team Canada (Petey Williams et Eric Young) (avec Coach D'Amore and A-1) | Tag Team match for the NWA World Tag Team Championship                | 15:22 |
| 5        | Samoa Joe bat Sonjay Dutt | Match Simples                                                         | 6:22  |
| 6        | Bobby Roode (avec Coach D'Amore) defeated Lance Hoyt                                                                            | Match Simples                                                         | 7:24  |
| 7        | America's Most Wanted (Chris Harris et James Storm) battent The 3Live Kru (Konnan et B.G. James) (avec Ron Killings)            | Tag Team match                                                        | 6:54  |
| 8        | Christopher Daniels (c) bat Chris Sabin (avec Trinity) et Michael Shane (avec Traci)                                            | Three Way Elimination match pour le TNA X Division Championship       | 17:10 |
| 9        | Raven bat A.J. Styles (c), Monty Brown, Abyss et Sean Waltman                                                                   | King of the Mountain match pour le NWA World Heavyweight Championship | 14:17 |

### 2006
| #                                               | Résultats | Stipulations                                                          | Temps |
| ----------------------------------------------- | --- | --------------------------------------------------------------------- | ----- |
| Pré-show                                        | Team Canada (Eric Young et A-1) défont The Naturals (Andy Douglas et Chase Stevens).                              | Tag Team match                                                        | 02:11 |
| 1                                               | Team 3D (Brother Ray et Brother Devon) défait The James Gang (B.G. James et Kip James)                            | Bingo Hall Brawl                                                      | 10:19 |
| 2                                               | Rhino défait Team Canada (Bobby Roode et Coach D'Amore)                                                           | Handicap match                                                        | 11:00 |
| 3                                               | Senshi défait Sonjay Dutt, Alex Shelley, Shark Boy, Petey Williams, et Jay Lethal                                 | Elimination match                                                     | 19:29 |
| 4                                               | Kevin Nash (avec Alex Shelley) défait Chris Sabin                                                                 | Singles match                                                         | 08:20 |
| 5                                               | A.J. Styles et Christopher Daniels défont America's Most Wanted (Chris Harris et James Storm) (c) (avec Gail Kim) | Tag Team match pour les NWA World Tag Team Championship               | 17:44 |
| 6                                               | Samoa Joe défait Scott Steiner                                                                                    | Singles match                                                         | 13:04 |
| 7                                               | Jeff Jarrett défait Christian Cage (c), Abyss (avec James Mitchell), Ron Killings, et Sting                       | King of the Mountain match pour le NWA World Heavyweight Championship | 23:00 |
| (c) - refers to the champion prior to the match | |                                                                       |       |